# Понте, Робсон
Робсон Понте (род. 6 ноября 1976 года в Сан-Паулу) — бразильский футболист, выступавший на позиции нападающего. Значительную часть карьеры провёл за «Урава Ред Даймондс». Имеет итальянское гражданство.

## Карьера
Робсон Понте начал свою профессиональную карьеру в 1995 году с «Жувентус Сан-Паулу». Два года спустя он перешёл в команду «Америка Сан-Паулу», а в 1998 году он стал игроком «Гуарани Кампинас». Он забил 16 голов в 32 матчах чемпионата Бразилии. В сезоне 1998 года «Гуарани» заняла 19-е место среди 24 команд, а в следующем сезоне поднялась на восьмое месте среди 22 клубов.
В 1999 году Понте переехал в Германию, где подписал контракт с «Байер 04». В тот же месяц немецкий звукозаписывающий лейбл «Kompakt» выпустил сингл, названный в честь Робсона Понте. В Бундеслиге он дебютировал 13 августа в безголевом матче против «Дуйсбурга». Свой первый гол он забил на 28 августа, принеся команде победу со счётом 2:1 над «Штутгартом». В 1999/2000 сезоне бразильский полузащитник завоевал с «Байером» серебро чемпионата, в том сезоне он сыграл 23 матча. В следующем сезоне он выходил на поле лишь 12 раз, а команда из Леверкузена заняла четвёртое место в турнирной таблице. За два года в Леверкузене Понте конкурировал за место в составе с такими игроками, как Бернд Шнайдер, Штефан Байнлих, Эмерсон Феррейра, Зе Роберто, Карстен Рамелов, Михаэль Баллак и Юрица Враньеш.
Летом 2000 года Понте был сдан в аренду «Вольфсбургу», где сразу же завоевал место в стартовом составе. В сезоне 2001/02 в Бундеслиге он забил восемь голов, в том числе дубль в победном матче с «Энерги Котбус» (2:1) 9 февраля 2001 года. В сезоне 2001/02 и 2002/03 «Вольфсбург» финишировал в середине турнирной таблице, а затем в 2003 году Понте вернулся в «Байер». В течение следующих двух лет он сыграл в 43 встречах «фармацевтов» в Бундеслиге, забив 4 гола.
В 2005 году он был продан в японский клуб «Урава Ред Даймондс», где добился наибольших успехов в своей карьере. В 2005 году он занял второе место в чемпионате и выиграл Кубок Императора. В 2006 году он выиграл чемпионат, Суперкубок и снова выиграл Кубок Императора. В 2007 году Понте второй раз в своей карьере занял второе место в J-Лиге, а также выиграл Лигу чемпионов АФК, забив четыре гола на турнире. Кроме того, бразилец стал лучшим игроком сезона в J-Лиге и попал в символическую сборную чемпионата.
6 ноября 2009 года при обследовании в медицинском центре в Сайтаме у Понте был диагностирован грипп типа А. Тем не менее, потребности в госпитализации игрока не было, он лечился в домашних условиях.
26 мая 2011 года Понте вернулся на родину, подписав контракт с «Гремио Баруэри».